# Dolby Digital Plus

Das Logo von Dolby Digital Plus

Dolby Digital Plus (DD+) ist ein Mehrkanal-Tonsystem des Unternehmens Dolby und wurde der deutschen Fachpresse erstmals Ende Oktober 2005 vorgestellt. Es wurde speziell für den Einsatz beim hochauflösenden Fernsehen HDTV, den DVD-Nachfolgeformaten HD DVD und Blu-ray Disc, sowie zur Codierung von mehrkanaligen Medien für Streaming-, On-Demand und Download-Dienste entwickelt, die uncodiert nur Stereoton ausgeben könnten, so z. B. für den kostenpflichtigen Streamingdienst Microsoft Azure Media Services. Dolby Digital Plus findet ebenfalls Anwendung zur psychoakustischen Raumsimulation (Surround Virtualizer), zur Verbesserung der Sprachverständlichkeit (Dialogue Enhancer) und zur akustischen Dynamikkomprimierung (Volume Leveler) von Stereo- und Mehrkanalton für die Wiedergabe mit Kopfhörern auf mobilen Geräten wie Tablets und Smartphones mit Android- und Windows Mobile Betriebssystem. Hierfür steht ein Auswahlmenü zur Verfügung für die unterschiedlichen Musikgenres. Dolby Digital Plus steht damit in Konkurrenz zu dem psychoakustischen Konzept SRS der SRS Labs, Inc., welches seit dem Jahr 2012 unter dem Markennamen Headphone:X von der DTS, Inc. weitergeführt wird.
Der Dolby Digital Plus Codec unterstützt Datenraten bis zu 6 Mbit/s (DVD: 448 kbit/s) und bis zu 7.1 Kanäle. DD+ ist der Nachfolger des vor allem durch die DVD weit verbreiteten Dolby Digital. Die Unterstützung des Dolby-Digital-Plus-Codecs ist bei Blu-ray-Abspielgeräten optional. Daher enthält die auf Blu-ray-Discs übliche Variante von Dolby Digital Plus in der Regel einen abwärtskompatiblen Kern, der im herkömmlichen Dolby-Digital-Verfahren (5.1 Kanäle) komprimiert ist. Der Benutzer kann, in Abhängigkeit von den Fähigkeiten seiner sonstigen Wiedergabekomponenten, in den Einstellungen des BD-Players auswählen, ob das komplette Dolby-Digital-Plus-Signal oder nur der abwärtskompatible Kern verwendet werden soll. Im Gegensatz dazu forderte die mittlerweile nicht mehr weiterverfolgte HD-DVD-Norm die Unterstützung von Dolby Digital Plus durch das Abspielgerät zwingend (mandatory). Die auf HD-DVD verwendete Variante von DD+ war nicht abwärtskompatibel zum älteren Dolby Digital. Deshalb musste ein HD-DVD-Abspielgerät sowohl in der Lage sein, eine Dolby-Digital-Plus-Tonspur selbst zu dekodieren, als auch eine DD+ Tonspur in Echtzeit in ein herkömmliches Dolby-Digital-Signal umzuwandeln.

## Spezifikation
- Datenrate: 32 bis 6.144 kbit/s
- Kanäle: 8 (7.1) Kanäle
- Abtastrate: 48 oder 96 kHz
- Bit-Tiefe: bis zu 24 Bit
- Kompatibilität: mit Dolby Digital und mit Dolby Pro Logic

## Übertragung
Eine unveränderte digitale Übertragung von DD+ (offizielle Abkürzung: E-AC-3) ist zurzeit nur über HDMI vorgesehen. Auf Grund zu geringer Bandbreite der S/PDIF-Schnittstelle wird bei DD+ eine Echtzeit-Konvertierung von ca. 6 Mbit/s auf geringere Datenraten durchgeführt, so dass auch die S/PDIF- und TOSLINK-Schnittstelle ein Signal ausgeben kann.

## Weiterer Einsatz
Dolby Digital Plus wurde als primäre Tonoption auf der HD DVD eingesetzt. Heute erscheint DD+ in „abgespeckter“ Form auf Blu-ray Discs, außerdem wird es auf allen Sendern von SimpliTV (DVB-T2) in Österreich / Servus TV (DVB-S2) in Österreich und Deutschland sowie über einige Sender des französischen, terrestrischen Fernsehens TNT (eine Art erweitertes DVB-T) ausgestrahlt. Zudem wird DD+ vom Amazon-Videodienst Amazon Video mit Hilfe des Fire-TV-Streaminggerätes über HDMI ausgegeben.